# Castroville (Texas)
Castroville, mit dem Beinamen The Little Alsace of Texas, ist eine Stadt im Medina County im US-Bundesstaat Texas in den Vereinigten Staaten. Das U.S. Census Bureau hat bei der Volkszählung 2020 eine Einwohnerzahl von 2.954 ermittelt.

## Geografie
Die Stadt liegt im mittleren Süden von Texas, an der Ostgrenze des Medina Countys, und hat eine Gesamtfläche von 6,6 km², wovon 0,4 km² Wasserfläche sind.

## Geschichte
Castroville wurde 1844 durch Henri Castro, einem der wichtigsten Männer der Republik Texas zu jener Zeit, gegründet. Castro brachte dutzende europäische Familien aus dem Elsass und Baden nach Texas, die sein Land besiedelten bis zum Medina River, etwa 30 Kilometer westlich von San Antonio. Die Stadt war, bis zur Ablösung durch Hondo, auch Sitz der Countyverwaltung (County Seat).

## Demografische Daten
Nach der Volkszählung im Jahr 2000 lebten hier 2.664 Menschen in 941 Haushalten und 719 Familien. Die Bevölkerungsdichte betrug 403,4 Einwohner pro km². Ethnisch betrachtet setzte sich die Bevölkerung zusammen aus 81,53 % weißer Bevölkerung, 0,11 % Afroamerikanern, 0,30 % amerikanischen Ureinwohnern, 0,79 % Asiaten, 0,08 % Bewohnern aus dem pazifischen Inselraum und 13,78 % aus anderen ethnischen Gruppen. Etwa 3,42 % waren gemischter Abstammung und 36,00 % der Bevölkerung waren spanischer oder lateinamerikanischer Abstammung.
Von den 941 Haushalten hatten 37,4 % Kinder unter 18 Jahre, die im Haushalt lebten. 61,5 % davon waren verheiratete, zusammenlebende Paare. 10,4 % waren allein erziehende Mütter und 23,5 % waren keine Familien. 20,5 % aller Haushalte waren Singlehaushalte und in 8,7 % lebten Menschen, die 65 Jahre oder älter waren. Die Durchschnittshaushaltsgröße betrug 2,74 und die durchschnittliche Größe einer Familie belief sich auf 3,17 Personen.
28,0 % der Bevölkerung waren unter 18 Jahre alt, 6,9 % von 18 bis 24, 27,7 % von 25 bis 44, 21,7 % von 45 bis 64, und 15,6 % die 65 Jahre oder älter waren. Das Durchschnittsalter war 37 Jahre. Auf 100 weibliche Personen aller Altersgruppen kamen 97,2 männliche Personen. Auf 100 Frauen im Alter von 18 Jahren und darüber kamen 88,3 Männer.
Das jährliche Durchschnittseinkommen eines Haushalts betrug 42.308 US-Dollar, das Durchschnittseinkommen einer Familie 51.007 US-Dollar. Männer hatten ein Durchschnittseinkommen von 35.625 US-Dollar gegenüber den Frauen mit 27.228 US-Dollar. Das Prokopfeinkommen betrug 20.615 US-Dollar. 9,1 % der Bevölkerung und 5,4 % der Familien lebten unterhalb der Armutsgrenze. Davon waren 11,9 % Kinder und Jugendliche unter 18 Jahren und 5,9 % waren 65 oder älter.

## Städtepartnerschaften
- Ensisheim im Département Haut-Rhin in Frankreich

## Söhne und Töchter der Stadt
- Alexis Texas (* 1985), Pornodarstellerin und Regisseurin